# 11e session du Comité du patrimoine mondial
La 11e session du Comité du patrimoine mondial a eu lieu du 7 décembre 1987 au 11 décembre 1987 à Paris, en France.

## Participants
Les membres du comité du patrimoine mondial sont représentés par les États suivants, :
- Algérie
- Australie
- Brésil
- Bulgarie (rapporteur)
- Canada (présidence)
- Cuba
- États-Unis
- France (vice-présidence)
- Grèce
- Inde
- Italie
- Liban
- Mexique (vice-présidence)
- Pakistan
- Sri Lanka (vice-présidence)
- Tanzanie (vice-présidence)
- Tunisie (vice-présidence)
- Turquie
- Yémen du Nord

La session inclut également les États et organisations suivantes :
- États observateurs :
  -  Allemagne de l'Ouest
  -  Argentine
  -  Bolivie
  -  Burkina Faso
  -  Cameroun
  -  Chili
  -  Chine
  -  Costa Rica
  -  Côte d'Ivoire
  -  Chypre
  -  Équateur
  -  Espagne
  -  Finlande
  -  Guatemala
  -  Hongrie
  -  Irak
  -  Iran
  -  Jordanie
  -  Nigeria
  -  Oman
  -  Panama
  -  Pérou
  -  Royaume-Uni
  -  Suisse
  -  Thaïlande
  -  Vatican
  -  Yougoslavie

- Organisations invitées à titre consultatif :
  - ICOMOS
  - UICN

- Organisations internationales gouvernementales et non-gouvernementales :
  - Banque interaméricaine de développement
  - Conseil international des musées
  - Organisation arabe pour l'éducation, la culture et les sciences
  - Programme alimentaire mondial

## Inscriptions

### Patrimoine mondial
Le Comité décide d'inscrire 41 sites sur la liste du patrimoine mondial. La liste compte alors 287 biens protégés.
La Bolivie, le Cameroun, la Chine, la Hongrie
le Mexique
et Oman connaissent leur première inscription.
Les critères indiqués sont ceux utilisés par l'Unesco depuis 2005, et non pas ceux employés lors de l'inscription des sites. Par ailleurs, les superficies mentionnées sont celles des biens actuels, qui ont pu être modifiées depuis leur inscription.
| Bien                                                                              | Pays                 | Type                                           | Superficie (ha) | Zone tampon (ha) | Lien | Notes | Coordonnées                          | Illus. |
| --------------------------------------------------------------------------------- | -------------------- | ---------------------------------------------- | --------------- | ---------------- | ---- | --- | ------------------------------------ | ------ |
| Ville hanséatique de Lübeck                                                       | Allemagne de l'Ouest | Culturel (iv)                                  | 81,1            | 693,8            | 272  | | 53° 52′ 01″ nord, 10° 41′ 31″ est    |        |
| Parc national d'Uluru                                                             | Australie            | Mixte (v), (vi), (vii), (viii)                 | 132 566         |                  | 447  | | 25° 19′ 59″ sud, 131° 00′ 00″ est    |        |
| Ville de Potosí                                                                   | Bolivie              | Culturel (ii), (iv), (vi)                      | 2 211           |                  | 420  | En péril depuis 2014 | 19° 35′ 02″ sud, 65° 45′ 11″ ouest   |        |
| Brasilia                                                                          | Brésil               | Culturel (i), (iv)                             | 11 268,92       |                  | 445  | Inscrit malgré l'opposition des États-Unis (et la préoccupation du Canada et de l'Inde), en référence aux orientations du Comité, différant l'examen des villes nouvelles du xxe siècle tant que l'ensemble des villes historiques traditionnelles n'a pas été pris en compte | 15° 46′ 59″ sud, 47° 54′ 00″ ouest   |        |
| Réserve de faune du Dja                                                           | Cameroun             | Naturel (ix), (x)                              | 526 000         |                  | 407  | | 3° nord, 13° est                     |        |
| Parc national du Gros-Morne                                                       | Canada               | Naturel (vii), (viii)                          | 180 500         |                  | 419  | | 49° 36′ 47″ nord, 57° 31′ 52″ ouest  |        |
| Mont Taishan                                                                      | Chine                | Mixte (i), (ii), (iii), (iv), (v), (vi), (vii) | 25 000          |                  | 437  | | 36° 16′ 01″ nord, 117° 06′ 00″ est   |        |
| La Grande Muraille                                                                | Chine                | Culturel (i), (ii), (iii), (iv), (vi)          | 2 151,55        | 4 800,8          | 438  | | 40° 25′ 01″ nord, 116° 04′ 59″ est   |        |
| Le Palais impérial des dynasties Ming et Qing                                     | Chine                | Culturel (i), (ii), (iii), (iv)                | 84,96           | 153,1            | 439  | Étendu en 2004 au palais de Mukden à Shenyang | 41° 47′ 38″ nord, 123° 26′ 49″ est   |        |
| Grottes de Mogao                                                                  | Chine                | Culturel (i), (ii), (iii), (iv), (v), (vi)     | 23 392          |                  | 440  | | 40° 07′ 59″ nord, 94° 49′ 01″ est    |        |
| Mausolée du premier empereur Qin                                                  | Chine                | Culturel (i), (iii), (iv), (vi)                | 244             | 4 325            | 441  | | 34° 22′ 59″ nord, 109° 06′ 00″ est   |        |
| Site de l'homme de Pékin à Zhoukoudian                                            | Chine                | Culturel (iii), (vi)                           | 480             | 888              | 449  | | 39° 43′ 59″ nord, 115° 55′ 01″ est   |        |
| La cathédrale, l'Alcázar et les Archivo de Indias de Séville                      | Espagne              | Culturel (i), (ii), (iii), (vi)                | 12              | 187              | 383  | | 37° 23′ 02″ nord, 5° 59′ 31″ ouest   |        |
| Parc national historique de Chaco                                                 | États-Unis           | Culturel (iii)                                 | 14 261          |                  | 353  | | 36° 04′ nord, 107° 58′ ouest         |        |
| Parc national des volcans d'Hawaï                                                 | États-Unis           | Naturel (viii)                                 | 87 940          |                  | 409  | | 19° 24′ 04″ nord, 155° 07′ 26″ ouest |        |
| Monticello et Université de Virginie à Charlottesville                            | États-Unis           | Culturel (i), (iv), (vi)                       | 795,96          |                  | 442  | | 38° 01′ 59″ nord, 78° 30′ 14″ ouest  |        |
| Site archéologique de Delphes                                                     | Grèce                | Culturel (i), (ii), (iii), (iv), (vi)          | 51,04           | 14 313,67        | 393  | | 38° 28′ 52″ nord, 22° 29′ 46″ est    |        |
| Acropole d'Athènes                                                                | Grèce                | Culturel (i), (ii), (iii), (iv), (vi)          | 3,04            | 116,71           | 404  | | 37° 58′ 16″ nord, 23° 43′ 34″ est    |        |
| Budapest : le panorama des deux bords du Danube et le quartier du château de Buda | Hongrie              | Culturel (ii), (iv)                            | 473,3           | 493,8            | 400  | Étendu en 2002 à Andrássy út et la ligne 1 du métro | 47° 28′ 55″ nord, 19° 04′ 16″ est    |        |
| Hollókő                                                                           | Hongrie              | Culturel (v)                                   | 144,5           |                  | 401  | | 47° 59′ 38″ nord, 19° 31′ 44″ est    |        |
| Ensemble de monuments de Pattadakal                                               | Inde                 | Culturel (iii), (iv)                           | 5,56            | 113,48           | 239  | | 15° 56′ 53″ nord, 75° 49′ 01″ est    |        |
| Grottes d'Éléphanta                                                               | Inde                 | Culturel (i), (iii)                            |                 |                  | 244  | | 18° 58′ 01″ nord, 72° 56′ 10″ est    |        |
| Temples de Brihadesvara à Thanjavur                                               | Inde                 | Culturel (ii), (iii)                           | 21,74           | 16,715           | 250  | Étendu en 2004 au temple de Brihadisvara (en) à Gangaikondacholapuram et au temple d'Airavatesvara (en) à Darasuram (en) | 10° 46′ 59″ nord, 79° 07′ 59″ est    |        |
| Parc national des Sundarbans                                                      | Inde                 | Naturel (ix), (x)                              | 133 010         |                  | 452  | | 21° 56′ 42″ nord, 88° 53′ 46″ est    |        |
| Venise et sa lagune                                                               | Italie               | Culturel (i), (ii), (iii), (iv), (v), (vi)     | 70 176,4        |                  | 394  | | 45° 26′ 02″ nord, 12° 20′ 20″ est    |        |
| Piazza del Duomo à Pise                                                           | Italie               | Culturel (i), (ii), (iv), (vi)                 | 8,87            | 254              | 395  | | 43° 43′ 23″ nord, 10° 23′ 46″ est    |        |
| Ksar d'Aït-Ben-Haddou                                                             | Maroc                | Culturel (iv), (v)                             | 3,03            | 16,32            | 444  | | 31° 02′ 49″ nord, 7° 07′ 44″ ouest   |        |
| Sian Ka'an                                                                        | Mexique              | Naturel (vii), (x)                             | 528 000         |                  | 410  | | 19° 22′ 59″ nord, 87° 47′ 31″ ouest  |        |
| Cité préhispanique et parc national de Palenque                                   | Mexique              | Culturel (i), (ii), (iii), (iv)                | 1 772           |                  | 411  | | 17° 28′ 59″ nord, 92° 03′ 00″ ouest  |        |
| Centre historique de Mexico et Xochimilco                                         | Mexique              | Culturel (ii), (iii), (iv), (v)                |                 |                  | 412  | | 19° 25′ 05″ nord, 99° 07′ 59″ ouest  |        |
| Cité préhispanique de Teotihuacan                                                 | Mexique              | Culturel (i), (ii), (iii), (iv), (vi)          | 250             | 3 118,15         | 414  | | 19° 41′ 31″ nord, 98° 50′ 31″ ouest  |        |
| Centre historique de Oaxaca et zone archéologique de Monte Albán                  | Mexique              | Culturel (i), (ii), (iii), (iv)                | 375             | 121              | 415  | | 17° 03′ 43″ nord, 96° 43′ 19″ ouest  |        |
| Centre historique de Puebla                                                       | Mexique              | Culturel (ii), (iv)                            | 690             |                  | 416  | | 19° 02′ 49″ nord, 98° 12′ 29″ ouest  |        |
| Fort de Bahla                                                                     | Oman                 | Culturel (iv)                                  |                 |                  | 433  | En péril de 1988 à 2004 | 22° 57′ 50″ nord, 57° 18′ 04″ est    |        |
| Parc national de Manú                                                             | Pérou                | Naturel (ix), (x)                              | 1 716 295,22    |                  | 402  | | 12° 15′ sud, 71° 45′ ouest           |        |
| Palais de Blenheim                                                                | Royaume-Uni          | Culturel (ii), (iv)                            |                 |                  | 425  | | 51° 50′ 31″ nord, 1° 21′ 40″ ouest   |        |
| Palais de Westminster, l'abbaye de Westminster et l'église Sainte-Marguerite      | Royaume-Uni          | Culturel (i), (ii), (iv)                       | 10,26           |                  | 426  | | 51° 30′ 00″ nord, 0° 07′ 44″ est     |        |
| Ville de Bath                                                                     | Royaume-Uni          | Culturel (i), (ii), (iv)                       | 2 900           |                  | 428  | | 51° 22′ 52″ nord, 2° 21′ 32″ ouest   |        |
| Le Mur d'Hadrien                                                                  | Royaume-Uni          | Culturel (ii), (iii), (iv)                     | 526,9           | 5 225,7          | 430  | Étendu en 2005 aux limes de Germanie (extension transfrontalière en Allemagne), puis en 2008 au mur d'Antonin | 54° 59′ 35″ nord, 2° 36′ 04″ ouest   |        |
| Parc national du Kilimandjaro                                                     | Tanzanie             | Naturel (vii)                                  | 75 575          |                  | 403  | | 3° 04′ 01″ sud, 37° 22′ 01″ est      |        |
| Nemrut Dağ                                                                        | Turquie              | Culturel (i), (iii), (iv)                      | 11              |                  | 448  | | 38° 02′ 13″ nord, 38° 45′ 50″ est    |        |

### Extension
Le bien suivant est étendu.
| Bien                    | Pays      | Lien | Notes                                                                    | Coordonnées                       | Illus. |
| ----------------------- | --------- | ---- | ------------------------------------------------------------------------ | --------------------------------- | ------ |
| Parc national du Kakadu | Australie | 147  | Inscrit en 1981, le bien est étendu à la région d'Alligator Rivers (en). | 12° 25′ 16″ sud, 132° 40′ 23″ est |        |

### Ajournements
Le Comité décide de différer l'inscription de 15 sites proposés.
| Site                                             | Pays                 | Notes                                                                    | Coordonnées                          | Illus. |
| ------------------------------------------------ | -------------------- | ------------------------------------------------------------------------ | ------------------------------------ | ------ |
| Cathédrale Notre-Dame de Fribourg                | Allemagne de l'Ouest |                                                                          | 47° 59′ 44″ nord, 7° 51′ 11″ est     |        |
| Cerros Colorados                                 | Argentine            |                                                                          | 38° 30′ sud, 68° 50′ ouest           |        |
| Réserves de panda                                | Chine                | Inscrit en 2006 sous le nom « Sanctuaires des pandas géants du Sichuan » | 30° 50′ nord, 103° 00′ est           |        |
| Vieille ville de Salamanque                      | Espagne              | Inscrite en 1988                                                         | 40° 57′ 54″ nord, 5° 39′ 51″ ouest   |        |
| Parc historique national Pu'uhonua O Honaunau    | États-Unis           |                                                                          | 19° 25′ 19″ nord, 155° 54′ 36″ ouest |        |
| Parc national des gorges de Samaria              | Grèce                |                                                                          | 35° 16′ 16″ nord, 23° 57′ 41″ est    |        |
| Sites d'Ostie, de Porto et zone de l'Isola Sacra | Italie               |                                                                          | 41° 45′ 22″ nord, 12° 17′ 31″ est    |        |
| Parc archéologique de Sélinonte                  | Italie               |                                                                          | 37° 35′ 01″ nord, 12° 49′ 29″ est    |        |
| Castel del Monte                                 | Italie               | Inscrit en 1996                                                          | 41° 05′ 03″ nord, 16° 16′ 17″ est    |        |
| Zone culturelle du lac de Pátzcuaro              | Mexique              |                                                                          | 19° 37′ 59″ nord, 101° 37′ 59″ ouest |        |
| Parc national de Tongariro                       | Nouvelle-Zélande     | Inscrit en 1990                                                          | 39° 17′ 28″ sud, 175° 33′ 43″ est    |        |
| Nécropole de Bat                                 | Oman                 | Inscrit en 1988                                                          | 23° 16′ 12″ nord, 56° 44′ 42″ est    |        |
| Parc national du Lake District                   | Royaume-Uni          | Inscrit en 2017                                                          | 54° 27′ nord, 3° 06′ ouest           |        |
| Sites ecclésiastiques du Lough Erne              | Royaume-Uni          |                                                                          | 54° 22′ 19″ nord, 7° 39′ 25″ ouest   |        |
| Réserve forestière de Sinharâja                  | Sri Lanka            | Inscrit en 1988                                                          | 6° 22′ 52″ nord, 80° 28′ 16″ est     |        |

### Rejets
Le Comité rejette 4 propositions d'inscription. Le Royaume-Uni en retire 2 de sa propre initiative.
| Site | Pays        | Notes                                        | Coordonnées                        | Illus. |
| --- | ----------- | -------------------------------------------- | ---------------------------------- | ------ |
| Réserve naturelle nationale de conservation de la séquence stratigraphique du protérozoïque moyen et supérieur de Jixian | Chine       |                                              | 40° 13′ 26″ nord, 117° 31′ 08″ est |        |
| Ensemble de Dalt Vila (Ibiza)                                                                                            | Espagne     |                                              | 38° 54′ 24″ nord, 1° 26′ 11″ est   |        |
| Port de Khor Rori | Oman        |                                              | 17° 02′ 21″ nord, 54° 25′ 50″ est  |        |
| Centre historique de Matrah                                                                                              | Oman        |                                              | 23° 37′ 01″ nord, 58° 34′ 01″ est  |        |
| Pic de Diana et High Peak                                                                                                | Royaume-Uni | Retrait de la proposition par le Royaume-Uni | 15° 57′ 36″ sud, 5° 41′ 28″ est    |        |
| Enceinte, cathédrale et palais épiscopal de Saint David's (en)                                                           | Royaume-Uni | Retrait de la proposition par le Royaume-Uni | 51° 52′ 55″ nord, 5° 16′ 05″ ouest |        |